# Kathryn Fiore
Kathryn Fiore (Nova Iorque, 13 de agosto de 1979) é uma atriz, comediante e dubladora norte-americana.

## Vida e carreira

### Primeiros anos e educação
Fiore nasceu em 1979 na Cidade de Nova Iorque. Filha do ator Bill Fiore, cresceu bastante familiarizada com o universo da atuação e da produção televisiva, demonstrando interesse desde a infância pela carreira de atriz. Seu primeiro trabalho na frente das câmeras foi um comercial para a Phillips Gelaps. Em 1994, aos 16 anos, estrelou na Broadway a peça Picnic, de William Inge. Frequentou um curso de especialização em latim na Universidade Columbia, porém, decidiu abandonar os estudos acadêmicos para dedicar-se à atuação. Após mudar-se para a Califórnia, ela também fez cursos de latim na Universidade da Califórnia em Los Angeles.

### Carreira
Após estrear no cinema em 1995 no longa-metragem independente Cousin Howard, Fiore foi escalada para Student Affairs, um piloto da Imagine Entertainment lançado em 1999. Ela já participou de mais de 30 produções cinematográficas e televisivas, a maioria voltada para a comédia, entre as quais os filmes Mission: Impossible III e The Hottie and the Nottie e programas como MADtv, Charmed, Reno 911! e The Wedding Band. Além disso, já realizou diversos trabalhos de dublagem, incluindo personagens de jogos eletrônicos como No More Heroes. Também escreveu e apresentou seu próprio show de comédia, intitulado There Will Be Penetration.

### Vida pessoal
A artista casou-se com o ator Gabriel Tigerman na Universidade Pepperdine de Malibu em outubro de 2008. Eles residem em West Hollywood e têm uma filha, Alice Harper Fiore Tigerman, nascida em 28 de maio de 2013. Fiore sofreu falência completa de órgãos após o parto de Alice, realizado por meio de uma cesariana de emergência. Posteriormente, seu organismo voltou a estabilizar-se após vários procedimentos médicos de salvamento, incluindo diálise de emergência, durante 12 dias.

## Filmografia

### Cinema
| Ano  | Título | Papel                             | Notas                          | Ref.   |
| ---- | --- | --------------------------------- | ------------------------------ | ------ |
| 1995 | Cousin Howard                                                                                               | Bridget                           |                                | [ 6 ]  |
| 2004 | My Generation G... G... Gap                                                                                 | Peta Pig                          | Voz; curta-metragem em vídeo   | [ 13 ] |
| 2005 | Tom and Jerry Blast Off to Mars!                                                                            | Peep / Moça da imprensa           | Voz                            | [ 14 ] |
| 2005 | Tom and Jerry Blast Off to Mars!: Blasting Off                                                              | Ela mesma                         | Documentário de curta-metragem | [ 15 ] |
| 2006 | Mission: Impossible III                                                                                     | Frequentadora da festa            |                                | [ 7 ]  |
| 2007 | Reno 911! Miami                                                                                             | Cheyenne, a modelo do helicóptero |                                | [ 7 ]  |
| 2007 | The Game Plan                                                                                               | Sara Kelly                        | Voz                            | [ 7 ]  |
| 2007 | The Iron Man                                                                                                | Nikki                             |                                | [ 14 ] |
| 2007 | Stand Up | Sarah Green                       |                                | [ 16 ] |
| 2008 | The Hottie and the Nottie                                                                                   | Jane                              |                                | [ 7 ]  |
| 2008 | Necessary Evil                                                                                              | Deborah Fielding                  |                                | [ 14 ] |
| 2009 | In My Sleep                                                                                                 | Lisa                              |                                | [ 7 ]  |
| 2009 | 2 Dudes and a Dream                                                                                         | Lesly Ames                        |                                | [ 12 ] |
| 2010 | Hatchet II                                                                                                  | Shyann Crowley                    |                                | [ 15 ] |
| 2012 | Taking the Edge Off                                                                                         |                                   | Curta-metragem                 | [ 15 ] |
| 2013 | 30 Nights of Paranormal Activity with the Devil Inside the Girl with the Dragon Tattoo                      | Dana Galen                        |                                | [ 1 ]  |
| 2013 | Behind the Scenes of 30 Nights of Paranormal Activity with the Devil Inside the Girl with the Dragon Tattoo | Ela mesma                         | Making-of em vídeo             | [ 17 ] |
| 2014 | Mantervention                                                                                               | Amber                             |                                | [ 15 ] |

### Televisão
| Ano     | Título                  | Papel                         | Notas                                        | Ref.   |
| ------- | ----------------------- | ----------------------------- | -------------------------------------------- | ------ |
| 1998    | Charmed                 | Elizabeth                     | Episódio: "My Three Witches"                 | [ 8 ]  |
| 1999    | Student Affairs         | Amy                           | Piloto televisivo                            | [ 4 ]  |
| 2000    | Strong Medicine         | Betty                         | Episódio: "Preexisting Conditions"           | [ 8 ]  |
| 2001    | The Day the World Ended | Maggie                        | Telefilme                                    | [ 7 ]  |
| 2001-2  | MADtv                   | Vários                        | Elenco regular                               | [ 18 ] |
| 2001-2  | Invader Zim             | Vários                        | Voz                                          | [ 1 ]  |
| 2004-5  | Reno 911!               | Garota hippie                 | 12ª temporada                                | [ 19 ] |
| 2004-5  | Reno 911!               | Representante do Corpo da Paz | 13ª temporada                                | [ 4 ]  |
| 2004    | Evil Con Carne          | Heidi                         | Voz                                          | [ 20 ] |
| 2006    | Jake in Progress        | Debra                         | Episódio: "Eyebrow Girl vs. Smirk Face"      | [ 21 ] |
| 2008    | The Batman              | Sally Galt                    | Episódio: "The End of the Batman"; voz       | [ 22 ] |
| 2010    | Glory Daze              | Janie                         | Episódio: "What's Love Got to Nude With It?" | [ 23 ] |
| 2011    | Good Luck Charlie       | Rain                          | Episódio: "PJ in the City"                   | [ 19 ] |
| 2012-13 | Wedding Band            | Ingrid                        | Papel recorrente                             | [ 1 ]  |
| 2013    | Masters of Sex          | Gladys                        | Episódio: "Standard Deviation"               | [ 24 ] |

### Jogos eletrônicos
| Ano  | Título                               | Dublagem          | Ref.   |
| ---- | ------------------------------------ | ----------------- | ------ |
| 2000 | Spider-Man                           | Vários papéis     | [ 25 ] |
| 2001 | Spider-Man 2: Enter Electro          | Voz do computador | [ 26 ] |
| 2006 | Onimusha: Dawn of Dreams             | Yodo              | [ 9 ]  |
| 2006 | Metal Gear Solid: Portable Ops       | Venus             | [ 9 ]  |
| 2007 | No More Heroes                       | Bad Girl          | [ 27 ] |
| 2019 | Travis Strikes Again: No More Heroes | Bad Girl          | [ 28 ] |
| 2021 | No More Heroes III                   | Bad Girl          | [ 29 ] |